# Église de la Dormition-de-la-Mère-de-Dieu de Jošanica
Pour les articles homonymes, voir Église de la Dormition-de-la-Mère-de-Dieu.
L'église de la Dormition-de-la-Mère-de-Dieu de Jošanica (en serbe cyrillique : Црква Успења Богородице у Јошаници ; en serbe latin : Crkva Uspenja Bogorodice u Jošanici) est une église orthodoxe serbe serbe située à Jošanica, dans le district de Zaječar et dans la municipalité de Sokobanja en Serbie. Elle est inscrite sur la liste des monuments culturels protégés de la république de Serbie (identifiant no SK 239).

## Présentation
L'église, qui se trouve à 15 km de Sokobanja, est datée du XIVe siècle, ce qui en fait la plus ancienne de cette partie de la Serbie.
Construite en pierre, elle abrite une iconostase de très grande dimension, partiellement restaurée et préservée. L'icône la plus intéressante de l'ensemble représente le Christ à trois âges de sa vie, en tant qu'enfant, en tant que jeune homme et, surtout, en tant que vieillard.